# El Colegio de México
O Colégio de México (COLMEX) é uma instituição de ensino superior pública mexicana voltada para o estudo das ciências humanas e sociais. Fundado em 1940 durante o governo de Lázaro Cárdenas, recebeu o Prêmio Príncipe das Astúrias em 2001 na categoria de Ciências Sociais. Por ele passaram grandes figuras da política mexicana.